# S/2016 J 3
S/2016 J 3 ist einer der kleineren äußeren Monde des Planeten Jupiter.

## Entdeckung und Benennung
S/2016 J 3 wurde am 9. März 2016 durch den Astronomen Scott S. Sheppard (University of Hawaii) auf Aufnahmen entdeckt, die mit dem 6,5-m-Magellan-Baade-Teleskop am Las-Campanas-Observatorium angefertigt wurden. Die Entdeckung wurde erst 7 Jahre später, nachdem genügend Daten gesammelt werden konnten, durch das Minor Planet Center am 5. Januar 2023 bekannt gegeben, der Mond erhielt die vorläufige Bezeichnung S/2016 J 3.

## Bahneigenschaften
S/2016 J 3 umläuft Jupiter in 1 Jahr 311,4 Tagen auf einer elliptischen, retrograden Umlaufbahn zwischen 17.016.000 km und 27.529.000 km Abstand zu dessen Zentrum. Die Bahnexzentrizität beträgt 0,236, die Bahn ist 164,1° gegenüber der lokalen Laplace-Ebene von Jupiter geneigt.
Der Mond ist Bestandteil der sogenannten Carme-Gruppe von Jupitermonden, die den Planeten mit Bahnhalbachsen zwischen 22,9 und 24,1 Millionen km, Bahnneigungen zwischen 164,9° und 165,5° und Bahnexzentrizitäten zwischen 0,21 und 0,27 retrograd umrunden.

## Physikalische Eigenschaften
S/2016 J 3 besitzt einen Durchmesser von etwa 3 km. Die absolute Helligkeit des Mondes beträgt 16,7 m.

## Erforschung
Der Beobachtungszeitraum von S/2016 J 3 erstreckt sich vom 9. März 2016 bis zum 18. September 2022. Die Aufnahmen wurden mit dem 6,5-m-Magellan-Baade-Teleskop am Las-Campanas-Observatorium, dem 8,2-m-Reflektor-Teleskop am Mauna-Kea-Observatorium und dem 4,0-m-CTIO-Reflektorteleskop am Cerro Tololo–Observatorium angefertigt; es liegen insgesamt 26 erdbasierte Beobachtungen über einen Zeitraum von 6 Jahren vor.